# Горњи Церовљани
Горњи Церовљани су насељено место у општини Дубица, раније у саставу бивше велике општине Костајница, у Банији, Република Хрватска.

## Становништво
На попису становништва 2011. године, Горњи Церовљани су имали 99 становника.

## Попис1991.
На попису становништва 1991. године, насељено место Горњи Церовљани је имало 247 становника, следећег националног састава:
| Попис 1991.‍  | Попис 1991.‍  | Попис 1991.‍ | Попис 1991.‍ | Попис 1991.‍ |
| ------------ | ------------ | ----------- | ----------- | ----------- |
|              |              |             |             |             |
| Хрвати       | Хрвати       |             | 210         | 85,02%      |
| Срби         | Срби         |             | 34          | 13,76%      |
| неопредељени | неопредељени |             | 3           | 1,21%       |
| укупно: 247  |              |             |             |             |